# Rudi Fuchs
Rudolf Herman "Rudi" Fuchs, född 28 april 1942 i Eindhoven i Nederländerna, är en nederländsk konsthistoriker och kurator.
Rudi Fuchs utbildade sig i konsthistoria vid Leidens universitet. Han var därefter journalist 1962–1975, till en början konstkritiker på Eindhovens Dagblad, senare från 1967 konstkritiker för De Gids och NRC-Handelsblad. Från 1975 till 1987 var Rudi Fuchs chef för Van Abbemuseum i Eindhoven. Han var vid tillträdet den yngsta museichefen i Nederländerna. År 1982 var han konstnärlig ledare för Documenta 7 i Kassel i Tyskland. 
Han var 1987–1989 kurator för ett antal större utställningar i USA, bland andra i Minneapolis och Detroit, för Guggenheimmuseet i New York och för Museum of Contemporary Art i Chicago. Mellan 1987 och 1993 var han chef för Gemeentemuseum i Haag.
I februari 1993 blev han chef för Stedelijk Museum i Amsterdam. Han slutade vid museet 2003.